# Эбейты
Эбейты́ — самое большое солёное озеро Омской области, расположено на юго-западе региона на стыке границ трёх районов — Москаленского, Полтавского и Исилькульского. Обладает огромными запасами лечебных грязей. Длина озера, по данным разных исследователей, составляет от 12 до 13,9 километров, ширина — от 7 до 11,7 километров, окружность — 34 километра. Площадь озера непостоянна и в настоящее время по различным оценкам составляет от 90 до 113 км². Глубина озера колеблется в разные годы от 0,6 до 3 метров.
В 1979 году озеро Эбейты объявлено водным памятником природы.

## Историческая справка
Впервые в литературных источниках озеро Эбейты упоминается профессором Шмидтом в 1887 году. Геологические исследования озера ведутся с 1928 года, поэтому оно неплохо изучено.
Геоморфологически территория озера Эбейты входит в состав Ишимо-Иртышского структурно-геоморфологического эрозионно-аккумулятивного района. Общая равнинность рельефа территории обусловлена наличием горизонтально залегающих озёрных и озёрно-аллювиальных неогеновых и четвертичных отложений, покрытых субаэральными озерными осадками. Формирование этой поверхности закончилось в неогене. Заложение озёрных котловин и древних долин стока происходило в среднечетвертичное время.
До сих пор нет полной ясности в вопросе происхождения озера Эбейты. По мнению одних, котловина озера — это переуглубленный участок крупной долины (ложбины) стока, огибающей Казахский мелкосопочник и проходящей через Тургайский прогиб к Аральскому морю. Другие считают происхождение озера эолово-дефляционным, когда при интенсивном солевом выветривании шло разрыхление поверхностного слоя. Многие придерживаются идеи тектонического фактора и связывают происхождение котловины озера с тектоническими подвижками, которые неоднократно происходили в неогеновое время на протяжении четвертичного периода в зоне сочленения двух крупных структур — Приказахстанской моноклинали и Омской впадины.
Большая мощность четвертичных осадков, заполняющих озерную котловину, свидетельствует о том, что процессы дефляции и солевого выветривания имели место в больших масштабах в эоплейстоцене и начале неоплейстоцена, а в среднем и верхнем неоплейстоцене, когда шло отложение осадков карасукской свиты, интенсивность этих процессов резко сократилась. С началом верхнечетвертичного времени началось медленное прогибание поверхности озерной котловины.
В настоящее время экологическая ситуация в котловине озера Эбейты определяется как переходная от критической к катастрофической. Наблюдается обмеление озера и повышение минерализации его вод. Причинами этих процессов являются чрезмерная распашка водосборной площади озера, строительство плотин на впадающих в него ручьях и балках, уменьшение количества осадков в последние годы. К этому также приводит несовершенство действующего природоохранного законодательства, существующей системы оценки и управления категориями земель и сложившейся в этом районе системы природопользования.

## Состав воды
Озеро — сульфатно-хлоридно-натриевое. Рапа не имеет запаха, бесцветная, горьковато-солёного вкуса.

## Состав грязи
Грязь озера представлена пластичными илами чёрного цвета. Химический состав грязевого раствора сульфатно-хлоридно-натриевый, содержание солей 235 г/куб. дм, рН — 7,8.
Изучение грязевого месторождения с бальнеологической целью производилось сотрудниками Свердловского НИИ курортологии и физиотерапии и ГГУ «Геоминвод» в 1953—1957 и 1963 годах. Площадь озера составляла 80 км², площадь эксплуатационного участка — 10 км². Глубина залегания грязей от 1 до 2 метров, средняя мощность 0,5 метров, максимальная — 0,7 метров. Запасы грязи были оценены в 5 млн м³.
Подсчитано, что при работе на озере Эбейты бальнеологического курорта на 200 человек, запасов его лечебной грязи с 1 га хватило бы на 13—15 лет, а со всего озера — на 1000—1500 лет.

## Растительность котловины
Котловина озера Эбейты расположена на границе лесостепной и степной ботанико-географической зон. За счёт сильного засоления днища котловины здесь встречаются растительные сообщества, сложенные видами облигатных галофитов из семейства маревые, или лебедовые — растений, приспособленных к жизни на солончаках. Некоторые из этих видов в целом ограниченно распространены в Омской области, они характерны для более южных районов Западно-Сибирской равнины и в основном встречаются за пределами России в Республике Казахстан. Такие редкие виды галофитов включены в «Красную книгу Омской области».

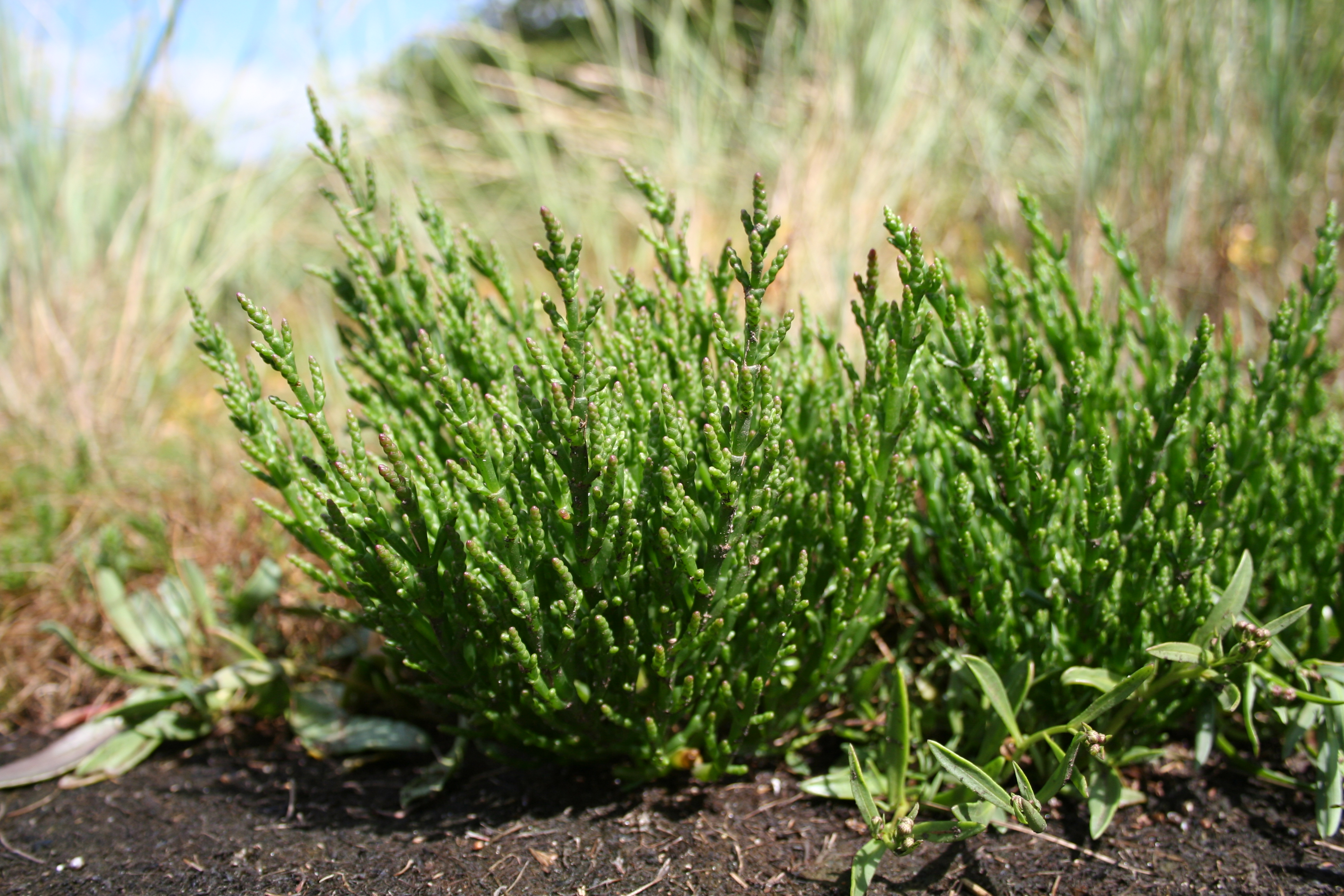
Солерос европейский

Типичным галофитом, довольно широко распространённым на юге Омской области, является солерос европейский — однолетнее травянистое суккулентное растение, имеющее водозапасающую ткань в стебле. Прорастание семян солероса часто начинается весной под водой, когда соответствующий участок поверхности котловины ещё покрыт слоем солёной воды глубиной до 0, 5 м. Побеги солероса европейского прямые или распростёртые, членистые, сочные, супротивно ветвящиеся, несут сильно редуцированные и почти не заметные листья. К осени растения солероса обычно сильно краснеют.
В составе солеросовых сообществ совместно с этим доминирующим видом встречаются сведа рожконосная, сведа заострённая — однолетние травянистые растения с прямостоячими стеблями, также как и солерос, краснеющие к осени. Очень своеобразное солончаковое сообщество формируют два доминирующих вида многолетников — лебеда бородавчатая и сарсазан шишковатый.

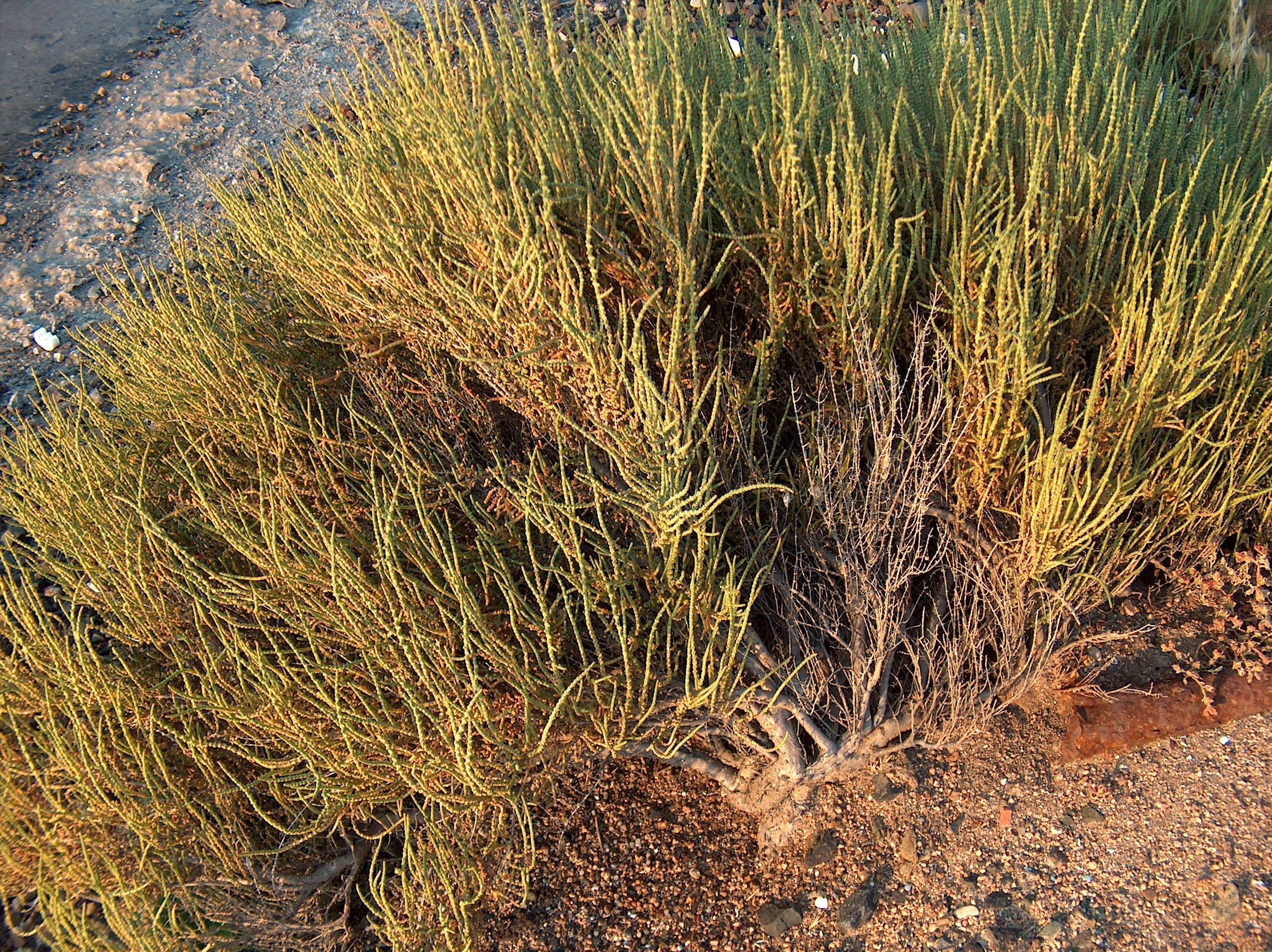
Сарсазан шишковатый

Лебеда бородавчатая — довольно обычный вид на юге Омской области. Это низкий кустарничек с распростёртыми деревянистыми многолетними побегами, образующими травянистые однолетние стебли с овально-яйцевидными серовато-зелёными листьями. Другой доминирующий компонент этого сообщества — сарсазан шишковатый — редкий в регионе вид, занесённый в «Красную книгу Омской области». Сарсазан шишковатый — полукустарник или небольшой кустарничек, который образует распростёртые густые обильно ветвящиеся побеги, покрытые растрескивающейся сероватой корой. Побеги текущего года у сарсазана шишковатого цилиндрические, сочные, членистые, зелёные, несут листья в виде супротивно расположенных мелких, почти щитковидных чешуек.
Из других «краснокнижных» видов совместно с сарсазаном шишковатым в галофитных фитоценозах котловины озера Эбейты встречается офайстон однотычинковый — однолетний травянистый листовой суккулент.
На более высоких, не засолённых уровнях рельефа — по склонам озерной террасы котловины озера Эбейты (в местах скопления снежного покрова зимой и увлажнения за счёт пресных осадков без контакта их с засолёнными водами озера в летнее время) формируются остепнённые злаково-солодковые луга, на отдельных участках сильно закустаренные, вероятно, вследствие чрезмерно высокой пастбищной нагрузки.
В составе таких остепнённых лугов в разной степени выражен ярус кустарников до 1,3 м высотой, который образует шиповник иглистый. Верхний ярус трав формирует ценный лекарственный вид из семейства бобовых — солодка уральская.
В сложении остепнённых лугов принимают участие широко распространённые в Омской области виды из семейств мятликовые, астровые, сельдерейные, розоцветные, осоковые. К этим видам относятся овсяница ложноовечья, ковыль волосатик, солонечник двуцветковый, тысячелистник обыкновенный, горичник Мориссона, лапчатка серебристая, осока стоповидная. По верхнему краю склонов озерной террасы на нарушенных почвенных поверхностях, обычно по окраине остепнённых злаково-разнотравно-солодковых лугов встречаются одиночные экземпляры селитрянки Шобера.

## Экономика
Озеро находится в государственной собственности. Хозяйственных и жилых построек на берегу озера не имеется. Месторождение грязей не разрабатывается, государственным балансом запасов не учитывается.
По состоянию на 01.01.2011 г. Государственным балансом запасов полезных ископаемых на озере Эбейты учтено месторождение минеральных солей. На данном месторождении утверждены и учтены балансом запасы сульфата натрия, поваренной соли и брома. Месторождение не разрабатывается и является федеральным месторождением минеральных солей.
История промышленного освоения озера начинается с 1939 года, когда была организована добыча сульфата натрия. Ежегодные объёмы добычи в течение последующих десяти лет составляли до 10 тонн в год. В послевоенное время планировалось даже строительство сульфатного завода, для чего в 1948—1951 годах на озере были проведены детальные геологоразведочные работы. Однако работы были прекращены, и до 2001 года ресурсы озера в промышленном масштабе никак не использовались.
В 2001 году ООО «К-Ником» начинает на озере сбор цист рачков Artemia salina, которые считаются наилучшим стартовым кормом для многих видов рыб и ракообразных, активно продаются как на российском, так и зарубежном рынке.
В настоящее время ценный промысел на озере Эбейты является крупнейшим в Омской области: ежегодно из добываемого сырья производится около 100—150 тонн готовой продукции, а в общероссийском рейтинге аналогичных компаний ООО «К-Ником» занимает третье место.

## Топографические карты
- Лист карты N-42-XII. Масштаб: 1 : 200 000. Указать дату выпуска/состояния местности.
- Лист карты N-42-XVIII. Масштаб: 1 : 200 000. Указать дату выпуска/состояния местности.